# Homenkî, Dîkanka
Homenkî (în ucraineană Хоменки) este un sat în comuna Petro-Davîdivka din raionul Dîkanka, regiunea Poltava, Ucraina.

## Demografie
Componența lingvistică a localității Homenkî
     Ucraineană (100%)
Conform recensământului din 2001, toată populația localității Homenkî era vorbitoare de ucraineană (100%).